# Apple's Way
Apple's Way  è una serie televisiva statunitense in 28 episodi trasmessi per la prima volta nel corso di 2 stagioni dal 1974 al 1975.

## Trama
Gli Apple, una famiglia di Los Angeles, cercano rifugio dal ritmo frenetico della vita cittadina e si trasferiscono nella città natale  di George, Appleton, nello Iowa, che era stata fondata dagli antenati del padre. Gli Apple includono George, un architetto, sua moglie, Barbara, i loro figli, Paul, Cathy, Steven e Patricia, e il nonno Aldon. Tutti devono adattarsi alla nuova cultura, al clima e al ritmo della vita.
Durante la prima stagione, la serie venne presentata in un format da sitcom ma non ottenne il successo sperato; nella seconda stagione ci fu il "re-boot" e la serie divenne un dramma familiare. Tuttavia fu cancellata dopo la sua seconda stagione.

## Personaggi
- George Apple (24 episodi, 1974-1975), interpretato da	Ronny Cox.
- Barbara Apple (24 episodi, 1974-1975), interpretato da	Frances Lee McCain.
- Paul Apple (24 episodi, 1974-1975), interpretato da	Vincent Van Patten.
- Cathy Apple (24 episodi, 1974-1975), interpretato da	Patti Cohoon-Friedman.
- Steven Apple (24 episodi, 1974-1975), interpretato da	Eric Olson.
- nonno Aldon (24 episodi, 1974-1975), interpretato da	Malcolm Atterbury.
- Patricia Apple (13 episodi, 1974-1975), interpretato da	Kristy McNichol.
- Patricia Apple (12 episodi, 1974), interpretato da	Frannie Michel.
- Jamie Ryland (5 episodi, 1974), interpretato da	Steve Benedict.
- James Ryland (5 episodi, 1974), interpretato da	Lew Brown.

## Produzione
La serie fu prodotta da Lorimar Productions.

### Registi
Tra i registi della serie sono accreditati:
- Ivan Dixon
- James Sheldon
- Edward M. Abroms
- Richard Benedict
- Hal Cooper
- Marc Daniels
- David Moessinger
- Jack Shea
- Alexander Singer

## Distribuzione
La serie fu trasmessa negli Stati Uniti dal 1974 al 1975 sulla rete televisiva CBS. La serie è uscita anche in Spagna con il titolo La familia Apple.

## Episodi
| Stagione         | Episodi | Prima TV USA |
| ---------------- | ------- | ------------ |
| Prima stagione   | 13      | 1974         |
| Seconda stagione | 15      | 1974-1975    |